# 21 cm Mörser 16
21 cm Mörser 16 var en tysk haubits som tillverkades av Krupp. Den användes under första världskriget och andra världskriget. Den var baserad på den tidigare 21 cm Mörser 10 men med ett längre eldrör för att öka räckvidden.

## 21 cm haubits m/17
1916 köpte Sverige 12 pjäser som fick beteckningen 21 cm haubits m/17. 1928 överfördes tio pjäser till Smålands artilleriregemente. I december 1939 såldes fyra av dessa pjäser vidare till Finland som använde pjäserna under Finska fortsättningskriget, bristen på lämpliga dragfordon förhindrade att de användes under vinterkriget. Fyra av pjäserna överfördes till Bodens artilleriregemente och de två kvarvarande skickades till Karlsborgs tygstation.